# Ferdinand Dencker
Ferdinand (Daniel) Dencker (* 2. August 1837 in Lütjenburg, Schleswig-Holstein; † 19. März 1917 in Hamburg) war ein Chronometermacher.
Um 1866 eröffnete Dencker in der Hansestadt Hamburg eine Werkstatt zur Fertigung von Marinechronometer und Präzisionspendeluhren. 
Er war zeitgemäß bemüht, den sekundären Kompensationsfehler zu minimieren. 
Um 1870 war Theodor Knoblich kurzzeitig sein Kompagnon. 
Dencker lieferte die Normaluhr für das königlich Geodätische Institut in Potsdam. 
Teilweise arbeitete er zusammen mit den Schweizern Jean-Moïse Badollet und Meylan aus Le Brassus, von denen er Uhrwerke und Gehäuse bezog. 
Er war Mitglied der am 23. März 1899 von Wilhelm Foerster gegründeten Vereinigung für Chronometrie. Zwischen 1903 und 1905 nahm er mit Marinechronometern erfolgreich an den Wettbewerbsprüfungen der Deutschen Seewarte in Hamburg teil und wurde mehrfach als Sachverständiger an die Seewarte berufen.
1905 gründete er in der Großen Bäckerstraße 13/15 seine Chronometerfabrikation.
Am 6. Oktober 1905 gründete er mit sechs Hamburger und Bremer Reedern in der Neuen Gröninger Straße 22/24 die Chronometer-Werke GmbH, deren Geschäftsführer er wurde. Das von ihm eingebrachte Kapital (30 %) bestand hauptsächlich aus Maschinen, Werkzeugen, Halbfertigteilen und Rohmaterial. Es war eine jährliche Produktion von 240 Chronometern und 500 Schiffsuhren angestrebt, was sich jedoch bis zum Ersten Weltkrieg auf 50–60 Chronometer beschränkte. 
1907 engagierte er Walter Prell. Infolge unzureichender finanzieller Decke und Unstimmigkeiten mit den anderen Teilhabern schied er am 8. Januar 1908 wieder aus dem Unternehmen aus und arbeitete weiter als selbständiger Chronometermacher. Als Geschäftsführer folgten ihm hier Ernst William Meier († 1929), Charles Heinrich Möller, 1937–1942 Friedrich Leutert bis 1938 Herbert Wempe das Werk übernahm und daraus die Wempe Chronometerwerke machte.